# المدفون (حريب)

تعديل مصدري - تعديل

المدفون هي إحدى قرى عزلة الاشراف بمديرية حريب التابعة لمحافظة مأرب، بلغ تعداد سكانها 238 نسمة حسب تعداد اليمن لعام 2004.